# Gand-Wevelgem féminin 2018
Cet article concerne la course féminine. Pour la course masculine, voir Gand-Wevelgem 2018.
La 7e édition de Gand-Wevelgem féminin a lieu le 22 mars 2018. C'est la cinquième épreuve de l'UCI World Tour féminin 2018. Elle est remportée par l'Italienne Marta Bastianelli.

## Présentation

### Organisation
L'épreuve est organisée par Flanders Classics.

### Parcours
Le parcours est remanié par rapport à l'année précédente. Le départ est donné depuis la grand-place d'Ypres. Le circuit urbain dans Boezinge est abandonné et remplacé par une boucle autour de Poperinge. La première côte escaladée est le Banneberg . Le Mont Kemmel est ensuite pris une première fois par le côté dit Belvédère. Le Monteberg est escaladé dans la foulée. La course emprunte ensuite tout comme les hommes les « Plugstreets », secteurs pavés autour de la commune de Ploegsteert, qui n'étaient pas présents l'année précédente. Après ce deuxième passage sur le Mont Kemmel, le parcours fait un crochet vers le nord et Ypres pour aller chercher la N8 qui mène ensuite les coureuses directement jusqu'à Wevelgem. Le final est identique à celui des hommes.
Six monts sont au programme de cette édition, dont certains recouverts de pavés :
| Mont | Nom                     | km    | Revêtement | Longueur (m) | Pente moyenne | Pente maxi | km de l'arrivée |
| ---- | ----------------------- | ----- | ---------- | ------------ | ------------- | ---------- | --------------- |
| 1    | Baneberg (nl)           | 52,4  |            |              | %             | %          | 90,2            |
| 2    | Mont Kemmel - Belvédère | 60,3  |            |              | %             | %          | 82,3            |
| 3    | Monteberg (nl)          | 64,3  |            |              | %             | %          | 78,3            |
| 4    | Baneberg (nl)           | 96,1  |            |              | %             | %          | 46,5            |
| 5    | Mont Kemmel - Belvédère | 104,1 |            |              | %             | %          | 38,5            |
| 6    | Monteberg (nl)          | 108,0 |            |              | %             | %          | 34,6            |

### Équipes
Vingt-trois équipes professionnelles participent à la course. On peut noter l'absence de l'équipe WaowDeals.
| Équipes féminines professionnelles (24)- Alé Cipollini - Aromitalia Vaiano - Astana Women's - Bizkaia-Durango - Boels Dolmans - BTC City Ljubljana - Canyon-SRAM Racing - Cervélo Bigla - Cylance - Doltcini-Van Eyck Sport - Experza-Footlogix - FDJ-Nouvelle Aquitaine-Futuroscope - Hitec Products-Birk Sport - Lotto Soudal Ladies - Mitchelton-Scott - Movistar Team - Parkhotel Valkenburg-Destil - Sunweb - Tibco-Silicon Valley Bank - Virtu - Trek-Drops - Valcar PBM - WaowDeals - Wiggle High5 |
| |

## Favorites
Après sa victoire à La Panne, Jolien D'Hoore est logiquement favorite de la course.

## Récit de la course
La première échappée est réalisée par Thalita de Jong. Elle est reprise peu avant le premier mont au kilomètre cinquante-deux. Dans la deuxième montée du mont Kemmel, un groupe de favorites se forme. Dans le Monteberg, au kilomètre cent-huit, une trente de coureuses supplémentaires revenaient sur ce groupe. Sept kilomètres plus loin, Anouska Koster attaque. Elle est reprise, Rozanne Slik alors. La formation Boels Dolmans tente de former une bordure à vingt kilomètres de l'arrivée et reprend Rozanne Slik. L'équipe Sunweb participe aussi à l'effort à l'avant du peloton. Elles ne sont alors plus que trente-trois dans le groupe de tête. Dans les dix kilomètres, Leah Kirchmann et Christine Majerus tentent de s'échapper. Tout comme plus tard Ashleigh Moolman. Dans les tours derniers kilomètres, Majerus tente de nouveau. Ellen van Dijk attaque aussi. Toutefois, la course se finit par un sprint massif. Jolien D'Hoore prend l'avantage mais est remontée par Marta Bastianelli, emmenée par Chloe Hosking, dans les derniers mètres. Lisa Klein complète le podium,.

## Classements

### Classement final
| \| Classement général \| Classement général \| Classement général \| Classement général \| Classement général \| \| Coureuse \| Coureuse \| Pays \| Équipe \| Temps \| \| ------------------ \| ------------------- \| ------------------ \| ------------------- \| ------------------ \| \| 1re \| Marta Bastianelli \| Italie \| Alé Cipollini \| 3 h 41 min 00 s \| \| 2e \| Jolien D'Hoore \| Belgique \| Mitchelton-Scott \| + 0 s \| \| 3e \| Lisa Klein \| Allemagne \| Canyon-SRAM Racing \| + 0 s \| \| 4e \| Arlenis Sierra \| Cuba \| Astana Women's Team \| + 0 s \| \| 5e \| Amy Pieters \| Pays-Bas \| Boels Dolmans \| + 0 s \| \| 6e \| Hannah Barnes \| Royaume-Uni \| Canyon-SRAM Racing \| + 0 s \| \| 7e \| Ashleigh Moolman \| Afrique du Sud \| Cervélo Bigla \| + 0 s \| \| 8e \| Floortje Mackaij \| Pays-Bas \| Sunweb \| + 0 s \| \| 9e \| Barbara Guarischi \| Italie \| Virtu Cycling Women \| + 0 s \| \| 10e \| Letizia Paternoster \| Italie \| Astana Women's Team \| + 0 s \| |                     |                |                     |                 |
| |                     |                |                     |                 |
| Source : ProCyclingStats |                     |                |                     |                 |
| Classement général |                     |                |                     |                 |
| Coureuse | Coureuse            | Pays           | Équipe              | Temps           |
| 1re | Marta Bastianelli   | Italie         | Alé Cipollini       | 3 h 41 min 00 s |
| 2e | Jolien D'Hoore      | Belgique       | Mitchelton-Scott    | + 0 s           |
| 3e | Lisa Klein          | Allemagne      | Canyon-SRAM Racing  | + 0 s           |
| 4e | Arlenis Sierra      | Cuba           | Astana Women's Team | + 0 s           |
| 5e | Amy Pieters         | Pays-Bas       | Boels Dolmans       | + 0 s           |
| 6e | Hannah Barnes       | Royaume-Uni    | Canyon-SRAM Racing  | + 0 s           |
| 7e | Ashleigh Moolman    | Afrique du Sud | Cervélo Bigla       | + 0 s           |
| 8e | Floortje Mackaij    | Pays-Bas       | Sunweb              | + 0 s           |
| 9e | Barbara Guarischi   | Italie         | Virtu Cycling Women | + 0 s           |
| 10e | Letizia Paternoster | Italie         | Astana Women's Team | + 0 s           |

### UCI World Tour

#### Points attribués
| Position           | 1er | 2e  | 3e  | 4e  | 5e | 6e | 7e | 8e | 9e | 10e | 11e | 12e | 13e | 14e | 15e | 16e à 30e | 31e à 40e |
| Classement général | 200 | 150 | 125 | 100 | 85 | 70 | 60 | 50 | 40 | 35  | 30  | 25  | 20  | 15  | 10  | 5         | 3         |

| Classement par points | Classement par points | Classement par points | Classement par points | Classement par points |
| Coureuse              | Coureuse              | Pays                  | Équipe                | Points                |
| --------------------- | --------------------- | --------------------- | --------------------- | --------------------- |
| 1re                   | Jolien D'Hoore        | Belgique              | Mitchelton-Scott      | 380 pts               |
| 2e                    | Katarzyna Niewiadoma  | Pologne               | Canyon-SRAM Racing    | 350 pts               |
| 3e                    | Marta Bastianelli     | Italie                | Alé Cipollini         | 350 pts               |
| 4e                    | Amy Pieters           | Pays-Bas              | Boels Dolmans         | 290 pts               |
| 5e                    | Chloe Hosking         | Australie             | Alé Cipollini         | 280 pts               |
| 6e                    | Chantal Blaak         | Pays-Bas              | Boels Dolmans         | 253 pts               |
| 7e                    | Marianne Vos          | Pays-Bas              | WaowDeals             | 235 pts               |
| 8e                    | Anna van der Breggen  | Pays-Bas              | Boels Dolmans         | 205 pts               |
| 9e                    | Arlenis Sierra        | Cuba                  | Astana Women's Team   | 185 pts               |
| 10e                   | Elisa Longo Borghini  | Italie                | Wiggle High5          | 160 pts               |

| Classement par points | Classement par points | Classement par points | Classement par points | Classement par points |
| Coureuse              | Coureuse              | Pays                  | Équipe                | Points                |
| --------------------- | --------------------- | --------------------- | --------------------- | --------------------- |
| 1re                   | Jolien D'Hoore        | Belgique              | Mitchelton-Scott      | 380 pts               |
| 2e                    | Katarzyna Niewiadoma  | Pologne               | Canyon-SRAM Racing    | 350 pts               |
| 3e                    | Marta Bastianelli     | Italie                | Alé Cipollini         | 350 pts               |
| 4e                    | Amy Pieters           | Pays-Bas              | Boels Dolmans         | 290 pts               |
| 5e                    | Chloe Hosking         | Australie             | Alé Cipollini         | 280 pts               |
| 6e                    | Chantal Blaak         | Pays-Bas              | Boels Dolmans         | 253 pts               |
| 7e                    | Marianne Vos          | Pays-Bas              | WaowDeals             | 235 pts               |
| 8e                    | Anna van der Breggen  | Pays-Bas              | Boels Dolmans         | 205 pts               |
| 9e                    | Arlenis Sierra        | Cuba                  | Astana Women's Team   | 185 pts               |
| 10e                   | Elisa Longo Borghini  | Italie                | Wiggle High5          | 160 pts               |

| Classement du meilleur jeune | Classement du meilleur jeune | Classement du meilleur jeune | Classement du meilleur jeune | Classement du meilleur jeune |
| Coureuse                     | Coureuse                     | Pays                         | Équipe                       | Points                       |
| ---------------------------- | ---------------------------- | ---------------------------- | ---------------------------- | ---------------------------- |
| 1re                          | Sofia Bertizzolo             | Italie                       | Astana Women's Team          | 12 pts                       |
| 2e                           | Elisa Balsamo                | Italie                       | Valcar PBM                   | 10 pts                       |
| 3e                           | Jeanne Korevaar              | Pays-Bas                     | WaowDeals                    | 8 pts                        |
| 4e                           | Lisa Klein                   | Allemagne                    | Canyon-SRAM Racing           | 6 pts                        |
| 5e                           | Lorena Wiebes                | Pays-Bas                     | Parkhotel Valkenburg         | 6 pts                        |
| 6e                           | Angelica Brogi               | Italie                       | Aromitalia Vaiano            | 6 pts                        |
| 7e                           | Letizia Paternoster          | Italie                       | Astana Women's Team          | 4 pts                        |
| 8e                           | Liane Lippert                | Allemagne                    | Sunweb                       | 4 pts                        |
| 9e                           | Sofia Beggin                 | Italie                       | Astana Women's Team          | 2 pts                        |
| 10e                          | Abby-Mae Parkinson           | Royaume-Uni                  | Trek-Drops                   | 2 pts                        |

| Classement du meilleur jeune | Classement du meilleur jeune | Classement du meilleur jeune | Classement du meilleur jeune | Classement du meilleur jeune |
| Coureuse                     | Coureuse                     | Pays                         | Équipe                       | Points                       |
| ---------------------------- | ---------------------------- | ---------------------------- | ---------------------------- | ---------------------------- |
| 1re                          | Sofia Bertizzolo             | Italie                       | Astana Women's Team          | 12 pts                       |
| 2e                           | Elisa Balsamo                | Italie                       | Valcar PBM                   | 10 pts                       |
| 3e                           | Jeanne Korevaar              | Pays-Bas                     | WaowDeals                    | 8 pts                        |
| 4e                           | Lisa Klein                   | Allemagne                    | Canyon-SRAM Racing           | 6 pts                        |
| 5e                           | Lorena Wiebes                | Pays-Bas                     | Parkhotel Valkenburg         | 6 pts                        |
| 6e                           | Angelica Brogi               | Italie                       | Aromitalia Vaiano            | 6 pts                        |
| 7e                           | Letizia Paternoster          | Italie                       | Astana Women's Team          | 4 pts                        |
| 8e                           | Liane Lippert                | Allemagne                    | Sunweb                       | 4 pts                        |
| 9e                           | Sofia Beggin                 | Italie                       | Astana Women's Team          | 2 pts                        |
| 10e                          | Abby-Mae Parkinson           | Royaume-Uni                  | Trek-Drops                   | 2 pts                        |

| Classement par équipes aux points | Classement par équipes aux points | Classement par équipes aux points | Classement par équipes aux points |
| Équipe                            | Équipe                            | Pays                              | Points                            |
| --------------------------------- | --------------------------------- | --------------------------------- | --------------------------------- |
| 1re                               | Boels Dolmans                     | Pays-Bas                          | 982 pts                           |
| 2e                                | Canyon-SRAM Racing                | Allemagne                         | 933 pts                           |
| 3e                                | Alé Cipollini                     | Italie                            | 729 pts                           |
| 4e                                | Mitchelton-Scott                  | Australie                         | 691 pts                           |
| 5e                                | WaowDeals                         | Pays-Bas                          | 343 pts                           |
| 6e                                | Sunweb                            | Pays-Bas                          | 302 pts                           |
| 7e                                | Wiggle High5                      | Royaume-Uni                       | 279 pts                           |
| 8e                                | Astana Women's                    | Kazakhstan                        | 270 pts                           |
| 9e                                | Cervélo Bigla                     | Danemark                          | 220 pts                           |
| 10e                               | Valcar PBM                        | Italie                            | 143 pts                           |

| Classement par équipes aux points | Classement par équipes aux points | Classement par équipes aux points | Classement par équipes aux points |
| Équipe                            | Équipe                            | Pays                              | Points                            |
| --------------------------------- | --------------------------------- | --------------------------------- | --------------------------------- |
| 1re                               | Boels Dolmans                     | Pays-Bas                          | 982 pts                           |
| 2e                                | Canyon-SRAM Racing                | Allemagne                         | 933 pts                           |
| 3e                                | Alé Cipollini                     | Italie                            | 729 pts                           |
| 4e                                | Mitchelton-Scott                  | Australie                         | 691 pts                           |
| 5e                                | WaowDeals                         | Pays-Bas                          | 343 pts                           |
| 6e                                | Sunweb                            | Pays-Bas                          | 302 pts                           |
| 7e                                | Wiggle High5                      | Royaume-Uni                       | 279 pts                           |
| 8e                                | Astana Women's                    | Kazakhstan                        | 270 pts                           |
| 9e                                | Cervélo Bigla                     | Danemark                          | 220 pts                           |
| 10e                               | Valcar PBM                        | Italie                            | 143 pts                           |

## Liste des participantes
| Légende | Légende                                                                    | Légende | Légende                                                    |
| ------- | -------------------------------------------------------------------------- | ------- | ---------------------------------------------------------- |
| Num     | Dossard de départ porté par le coureur sur ce Gand-Wevelgem                | Pos     | Position à l'arrivée de la course                          |
|         | Indique un maillot de champion national ou mondial, suivi de sa spécialité | NP      | Indique un coureur qui n'a pas pris le départ de la course |
| AB      | Indique un coureur qui n'a pas terminé la course                           | HD      | Indique un coureur qui a terminé la course hors des délais |

| Cervélo Bigla CBT                | Cervélo Bigla CBT              | Cervélo Bigla CBT |
| -------------------------------- | ------------------------------ | ----------------- |
| Num                              | Coureur                        | Pos               |
| 1                                | Lötta Lepistö (FIN) (route)    | 66e               |
| 2                                | Ann-Sophie Duyck (BEL)         | 77e               |
| 3                                | Clara Koppenburg (GER)         | AB                |
| 4                                | Cecilie Uttrup Ludwig (DEN)    | 65e               |
| 5                                | Ashleigh Moolman (RSA)         | 7e                |
| 6                                | Emma Norsgaard Jørgensen (DEN) | AB                |
| Directeur sportif : Fabian Jeker |                                |                   |

| Boels Dolmans DLT              | Boels Dolmans DLT               | Boels Dolmans DLT |
| ------------------------------ | ------------------------------- | ----------------- |
| Num                            | Coureur                         | Pos               |
| 11                             | Chantal Blaak (NED) (route)     | 31e               |
| 12                             | Megan Guarnier (USA)            | 22e               |
| 13                             | Amalie Dideriksen (DEN)         | AB                |
| 14                             | Amy Pieters (NED)               | 5e                |
| 15                             | Christine Majerus (LUX) (route) | 26e               |
| 16                             | Jip van den Bos (NED)           | 29e               |
| Directeur sportif : Danny Stam |                                 |                   |

| Mitchelton-Scott MTS             | Mitchelton-Scott MTS         | Mitchelton-Scott MTS |
| -------------------------------- | ---------------------------- | -------------------- |
| Num                              | Coureur                      | Pos                  |
| 21                               | Jolien D'Hoore (BEL) (route) | 2e                   |
| 22                               | Jessica Allen (AUS)          | 27e                  |
| 23                               | Gracie Elvin (AUS)           | 30e                  |
| 24                               | Sarah Roy (AUS)              | 57e                  |
| 25                               | Jenelle Crooks (AUS)         | 80e                  |
| 26                               | Annemiek van Vleuten (NED)   | 63e                  |
| Directeur sportif : Martin Vesby |                              |                      |

| Experza-Footlogix EXP            | Experza-Footlogix EXP | Experza-Footlogix EXP |
| -------------------------------- | --------------------- | --------------------- |
| Num                              | Coureur               | Pos                   |
| 31                               | Thalita de Jong (NED) | AB                    |
| 32                               | Jessy Druyts (BEL)    | AB                    |
| 33                               | Séverine Eraud (FRA)  | 40e                   |
| 34                               | Sara Mustonen (SWE)   | AB                    |
| 35                               | Sarah Rijkes (BEL)    | 82e                   |
| 36                               | Susanna Zorzi (ITA)   | AB                    |
| Directeur sportif : Davy Wijnant |                       |                       |

| Lotto Soudal LSL                   | Lotto Soudal LSL             | Lotto Soudal LSL |
| ---------------------------------- | ---------------------------- | ---------------- |
| Num                                | Coureur                      | Pos              |
| 41                                 | Demi de Jong (NED)           | 64e              |
| 42                                 | Valerie Demey (BEL)          | 16e              |
| 43                                 | Annelies Dom (BEL)           | 13e              |
| 44                                 | Marjolein van't Geloof (NED) | AB               |
| 45                                 | Julie van de Velde (BEL)     | AB               |
| 46                                 | Kelly van den Steen (BEL)    | 49e              |
| Directeur sportif : Ivan Depoorter |                              |                  |

| Doltcini-Van Eyck Sport DVE                 | Doltcini-Van Eyck Sport DVE | Doltcini-Van Eyck Sport DVE |
| ------------------------------------------- | --------------------------- | --------------------------- |
| Num                                         | Coureur                     | Pos                         |
| 51                                          | Kelly Druyts (BEL)          | AB                          |
| 52                                          | Sarah Inghelbrecht (BEL)    | AB                          |
| 53                                          | Pascale Jeuland (FRA)       | AB                          |
| 54                                          | Daniela Reis (POR)          | 47e                         |
| 55                                          | Tetiana Riabchenko (UKR)    | AB                          |
| 56                                          | Saartje Vandenbroucke (BEL) | 85e                         |
| Directeur sportif : Franky Van Haesebroucke |                             |                             |

| WaowDeals WAD                         | WaowDeals WAD              | WaowDeals WAD |
| ------------------------------------- | -------------------------- | ------------- |
| Num                                   | Coureur                    | Pos           |
| 61                                    | Marianne Vos (NED) (route) | 12e           |
| 62                                    | Riejanne Markus (NED)      | 52e           |
| 63                                    | Anouska Koster (NED)       | 20e           |
| 64                                    | Sabrina Stultiens (NED)    | 79e           |
| 65                                    | Monique van de Ree (NED)   | AB            |
| 66                                    | Jeanne Korevaar (NED)      | 21e           |
| Directeur sportif : Eric van den Boom |                            |               |

| Alé Cipollini ALE                       | Alé Cipollini ALE       | Alé Cipollini ALE |
| --------------------------------------- | ----------------------- | ----------------- |
| Num                                     | Coureur                 | Pos               |
| 71                                      | Chloe Hosking (AUS)     | 25e               |
| 72                                      | Marta Bastianelli (ITA) | 1re               |
| 73                                      | Janneke Ensing (NED)    | 60e               |
| 74                                      | Romy Kasper (GER)       | 62e               |
| 75                                      | Roxane Knetemann (NED)  | 28e               |
| 76                                      | Soraya Paladin (ITA)    | 86e               |
| Directeur sportif : Fortunato Lacquanti |                         |                   |

| Astana Women's ASA                       | Astana Women's ASA           | Astana Women's ASA |
| ---------------------------------------- | ---------------------------- | ------------------ |
| Num                                      | Coureur                      | Pos                |
| 81                                       | Arlenis Sierra (CUB) (route) | 4e                 |
| 82                                       | Martina Alzini (ITA)         | AB                 |
| 83                                       | Sofia Beggin (ITA)           | 68e                |
| 84                                       | Sofia Bertizzolo (ITA)       | 14e                |
| 85                                       | Letizia Paternoster (ITA)    | 10e                |
| 86                                       | Lara Vieceli (ITA)           | 48e                |
| Directeur sportif : Pierangelo Dal Colle |                              |                    |

| BTC City Ljubljana BTC           | BTC City Ljubljana BTC         | BTC City Ljubljana BTC |
| -------------------------------- | ------------------------------ | ---------------------- |
| Num                              | Coureur                        | Pos                    |
| 91                               | Eugenia Bujak (POL)            | 50e                    |
| 93                               | Maaike Boogaard (NED)          | 44e                    |
| 94                               | Olena Pavlukhina (AZE) (route) | AB                     |
| 95                               | Ursa Pintar (SLO)              | AB                     |
| 96                               | Anastasiia Iakovenko (RUS)     | 46e                    |
| Directeur sportif : Gorazd Penko |                                |                        |

| Canyon-SRAM Racing CSR           | Canyon-SRAM Racing CSR   | Canyon-SRAM Racing CSR |
| -------------------------------- | ------------------------ | ---------------------- |
| Num                              | Coureur                  | Pos                    |
| 101                              | Alexis Ryan (USA )       | AB                     |
| 102                              | Hannah Barnes (GBR)      | 6e                     |
| 103                              | Elena Cecchini (ITA)     | 53e                    |
| 104                              | Lisa Klein (GER) (route) | 3e                     |
| 105                              | Alice Barnes (GBR)       | AB                     |
| 106                              | Trixi Worrack (GER)      | AB                     |
| Directeur sportif : Barry Austin |                          |                        |

| Cylance CPC                        | Cylance CPC                 | Cylance CPC |
| ---------------------------------- | --------------------------- | ----------- |
| Num                                | Coureur                     | Pos         |
| 111                                | Giorgia Bronzini (ITA)      | 59e         |
| 112                                | Holly Breck (USA )          | AB          |
| 113                                | Jelena Eric (SRB)           | NP          |
| 114                                | Sheyla Gutierrez Ruiz (ESP) | 35e         |
| 116                                | Marta Tagliaferro (ITA )    | AB          |
| Directeur sportif : Manel Lacambra |                             |             |

| FDJ-Nouvelle Aquitaine-Futuroscope FUT | FDJ-Nouvelle Aquitaine-Futuroscope FUT | FDJ-Nouvelle Aquitaine-Futuroscope FUT |
| -------------------------------------- | -------------------------------------- | -------------------------------------- |
| Num                                    | Coureur                                | Pos                                    |
| 121                                    | Roxane Fournier (FRA)                  | AB                                     |
| 122                                    | Charlotte Bravard (FRA) (route)        | 56e                                    |
| 123                                    | Eugénie Duval (FRA)                    | 51e                                    |
| 124                                    | Lauren Kitchen (AUS)                   | 37e                                    |
| 125                                    | Rozanne Slik (NED)                     | 18e                                    |
| 126                                    | Moniek Tenniglo (NED)                  | 43e                                    |
| Directeur sportif : Cédric Barre       |                                        |                                        |

| Hitec Products HPU                 | Hitec Products HPU        | Hitec Products HPU |
| ---------------------------------- | ------------------------- | ------------------ |
| Num                                | Coureur                   | Pos                |
| 131                                | Tatiana Guderzo (ITA)     | 58e                |
| 132                                | Simona Frapporti (ITA)    | 36e                |
| 133                                | Susanne Andersen (NOR)    | AB                 |
| 134                                | Vita Heine (NOR) (route)  | AB                 |
| 135                                | Nina Kessler (NED)        | 71e                |
| 136                                | Line Marie Gulliken (NOR) | AB                 |
| Directeur sportif : Tone Hatteland |                           |                    |

| Sunweb SUN                          | Sunweb SUN             | Sunweb SUN |
| ----------------------------------- | ---------------------- | ---------- |
| Num                                 | Coureur                | Pos        |
| 141                                 | Coryn Rivera (USA)     | 69e        |
| 142                                 | Leah Kirchmann (CAN)   | 24e        |
| 143                                 | Floortje Mackaij (NED) | 8e         |
| 144                                 | Ellen van Dijk (NED)   | 23e        |
| 145                                 | Julia Soek (NED)       | AB         |
| 146                                 | Lucinda Brand (NED)    | 33e        |
| Directeur sportif : Hans Timmermans |                        |            |

| Virtu TVC                        | Virtu TVC                 | Virtu TVC |
| -------------------------------- | ------------------------- | --------- |
| Num                              | Coureur                   | Pos       |
| 151                              | Christina Siggaard (DEN)  | 32e       |
| 152                              | Sara Penton (SWE) (route) | AB        |
| 153                              | Mieke Kröger (GER)        | AB        |
| 154                              | Emilie Moberg (NOR)       | 15e       |
| 155                              | Katarzyna Pawlowska (POL) | 19e       |
| 156                              | Barbara Guarischi (ITA)   | 9e        |
| Directeur sportif : Carmen Small |                           |           |

| Valcar-PBM VAL                    | Valcar-PBM VAL                  | Valcar-PBM VAL |
| --------------------------------- | ------------------------------- | -------------- |
| Num                               | Coureur                         | Pos            |
| 161                               | Elisa Balsamo (ITA)             | 54e            |
| 162                               | Marta Cavalli (ITA)             | AB             |
| 163                               | Maria Giulia Confalonieri (ITA) | 39e            |
| 164                               | Chiara Consonni (ITA)           | AB             |
| 165                               | Silvia Persico (ITA)            | 81e            |
| 166                               | Ilaria Sanguineti (ITA)         | AB             |
| Directeur sportif : Davide Arzeni |                                 |                |

| Wiggle High5 WHT                | Wiggle High5 WHT                   | Wiggle High5 WHT |
| ------------------------------- | ---------------------------------- | ---------------- |
| Num                             | Coureur                            | Pos              |
| 171                             | Elisa Longo Borghini (ITA) (route) | 73e              |
| 172                             | Lisa Brennauer (GER)               | 61e              |
| 173                             | Audrey Cordon (FRA)                | 72e              |
| 174                             | Lucy Garner (GBR)                  | AB               |
| 175                             | Kirsten Wild (NED)                 | 34e              |
| 176                             | Julie Leth (DEN)                   | AB               |
| Directeur sportif : Allan Davis |                                    |                  |

| Aromitalia Vaiano VAI           | Aromitalia Vaiano VAI  | Aromitalia Vaiano VAI |
| ------------------------------- | ---------------------- | --------------------- |
| Num                             | Coureur                | Pos                   |
| 181                             | Michela Balducci (ITA) | AB                    |
| 182                             | Angelica Brogi (ITA)   | AB                    |
| 183                             | Heidi Dalton (RSA)     | AB                    |
| 184                             | Lisa de Ranieri (ITA)  | AB                    |
| 185                             | Lija Laizane (LAT)     | AB                    |
| 186                             | Rasa Leleivytė (LTU)   | 67e                   |
| Directeur sportif : Paolo Baldi |                        |                       |

| Bizkaia - Durango BPD                   | Bizkaia - Durango BPD    | Bizkaia - Durango BPD |
| --------------------------------------- | ------------------------ | --------------------- |
| Num                                     | Coureur                  | Pos                   |
| 191                                     | Sandra Alonso (ESP)      | AB                    |
| 192                                     | Lucia Gonzalez (ESP)     | 83e                   |
| 193                                     | Lienes Lekuona (ESP)     | AB                    |
| 194                                     | Henrietta Colborne (GBR) | AB                    |
| 195                                     | Ane Iriarte (ESP)        | AB                    |
| Directeur sportif : Agurtzane Elorriaga |                          |                       |

| Movistar MOV                   | Movistar MOV              | Movistar MOV |
| ------------------------------ | ------------------------- | ------------ |
| Num                            | Coureur                   | Pos          |
| 201                            | Lourdes Oyarbide (ESP)    | AB           |
| 202                            | Alicia Gonzalez (ESP)     | 45e          |
| 203                            | Malgorzata Jasinska (POL) | 41e          |
| 204                            | Aude Biannic (FRA)        | 11e          |
| 205                            | Gloria Rodriguez (ESP)    | 70e          |
| 206                            | Alba Teruel (ESP)         | 84e          |
| Directeur sportif : Jorge Sanz |                           |              |

| Parkhotel Valkenburg-Destil PVD | Parkhotel Valkenburg-Destil PVD | Parkhotel Valkenburg-Destil PVD |
| ------------------------------- | ------------------------------- | ------------------------------- |
| Num                             | Coureur                         | Pos                             |
| 211                             | Nina Buijsman (NED)             | 76e                             |
| 212                             | Belle de Gast (NED)             | AB                              |
| 213                             | Hanna Solovey (UKR)             | 42e                             |
| 214                             | Chanella Stougje (NED)          | AB                              |
| 215                             | Natalie van Gogh (NED)          | 78e                             |
| 216                             | Ilona Hoeskma (NED)             | AB                              |
| Directeur sportif : Bart Faes   |                                 |                                 |

| Tibco-SVB TIB                     | Tibco-SVB TIB                 | Tibco-SVB TIB |
| --------------------------------- | ----------------------------- | ------------- |
| Num                               | Coureur                       | Pos           |
| 221                               | Brodie Chapman (AUS)          | AB            |
| 222                               | Ingrid Drexel (MEX)           | 55e           |
| 223                               | Emma Grant (GBR)              | AB            |
| 224                               | Alison Jackson (CAN)          | 17e           |
| 225                               | Shannon Malseed (AUS) (route) | AB            |
| 226                               | Kendall Ryan (USA)            | AB            |
| Directeur sportif : Edward Beamon |                               |               |

| Trek-Drops DRP                 | Trek-Drops DRP           | Trek-Drops DRP |
| ------------------------------ | ------------------------ | -------------- |
| Num                            | Coureur                  | Pos            |
| 231                            | Eva Buurman (NED)        | 38e            |
| 232                            | Elizabeth Holden (GBR)   | AB             |
| 233                            | Abby-Mae Parkinson (GBR) | 74e            |
| 234                            | Lucy Shaw (GBR)          | AB             |
| 235                            | Abigail van Twisk (GBR)  | AB             |
| 236                            | Tayler Wiles (USA)       | 75e            |
| Directeur sportif : Bob Varney |                          |                |

Source.

## Organisation

### Prix
Les prix suivants sont distribués :
| Position | 1er     | 2e    | 3e    | 4e    | 5e    | 6e    | 7e    | 8e    | 9e    | 10e   |
| Prix     | 1 150 € | 850 € | 570 € | 340 € | 290 € | 250 € | 225 € | 200 € | 170 € | 150 € |

En sus, les coureuses placées de la 11e à la 15e place gagnent 120 €, celles placées de la 16e à la 20e place 90 €.